# Настоящие домохозяйки
Настоящие домохозяйки (англ. The Real Housewives) — американская медиафраншиза, состоящая из нескольких реалити-шоу жизни богатых домохозяек, проживающих в различных регионах по всей территории США. Первое шоу из серии, «Настоящие домохозяйки округа Ориндж», стартовало на Bravo 21 марта 2006 года. Шоу было вдохновлено мыльными операми «Отчаянные домохозяйки» и «Пейтон Плейс» и фокусируется на жизни женщин из высшего класса, которые ведут гламурный образ жизни. Успех первого шоу привел к нескольким спин-оффам, с сюжетами в Нью-Йорке и Атланте в 2008 году; Нью-Джерси в 2009 году, Вашингтоне, округ Колумбия, и Беверли-Хиллз в 2010 году; и Майами в 2011 году.
Спин-оффы оригинального шоу оказались весьма успешными и выпустили собственные спин-оффы. Франшиза в 2011 году стартовала и по всему миру, выпуская спин-оффы в Греции, Израиле, Австралии, Великобритании и Южной Африке. В большинстве спин-оффов «Настоящих домохозяек» снимались бывшие модели или просто светские львицы, а «Настоящие домохозяйки Беверли-Хиллз» отличились звездным составом в лице таких актрис как Эйлин Дэвидсон, Лиза Ринна, Кайл Ричардс, Ким Ричардс и Камиль Грэммер.

## Франшиза

### США
| Шоу                                   | Премьера        | Финал           | Количество сезонов | Источник |
| ------------------------------------- | --------------- | --------------- | ------------------ | -------- |
| «Настоящие домохозяйки округа Ориндж» | 21 марта 2006   | N/A             | 18                 | [ 2 ]    |
| «Настоящие домохозяйки Нью-Йорка»     | 4 марта 2008    | N/A             | 15                 | [ 3 ]    |
| «Настоящие домохозяйки Атланты»       | 7 октября 2008  | N/A             | 16                 | [ 4 ]    |
| «Настоящие домохозяйки Нью-Джерси»    | 12 мая 2009     | N/A             | 14                 | [ 5 ]    |
| «Настоящие домохозяйки Ди-Си          | 5 августа 2010  | 21 октября 2010 | 1                  | [ 6 ]    |
| «Настоящие домохозяйки Беверли-Хиллз» | 14 октября 2010 | N/A             | 13                 | [ 7 ]    |
| «Настоящие домохозяйки Майами»        | 14 февраля 2011 | N/A             | 6                  | [ 8 ]    |

### Международные
| Шоу                               | Премьера        | Финал        | Количество сезонов | Источник |
| --------------------------------- | --------------- | ------------ | ------------------ | -------- |
| «Настоящие домохозяйки Афин»      | 4 марта 2011    | 27 июня 2011 | 1                  |          |
| Me'usharot                        | 24 октября 2011 | N/A          | 3                  |          |
| «Настоящие домохозяйки Ванкувера» | 2 апреля 2012   | 6 июня 2013  | 2                  |          |
| Les Vraies Housewives             | 18 марта 2013   | N/A          | 1                  |          |
| «Настоящие домохозяйки Мельбурна» | 23 февраля 2014 | N/A          | 2                  |          |
| «Настоящие домохозяйки Чешира»    | 2015            | N/A          | 1                  | [ 9 ]    |